# Браун, Крис
Кри́стофер Мо́рис (Крис) Бра́ун (англ. Christopher Maurice «Chris» Brown; род. 5 мая 1989, Таппаханнок, Виргиния) — американский певец и актёр. Браун выпустил свой дебютный альбом «Chris Brown» в конце 2005 года в 16 лет. Альбом включал в себя сингл «Run It!», возглавивший хит-парад Billboard Hot 100, благодаря чему Браун стал первым афроамериканским певцом, дебютный сингл которого возглавил чарт. Альбом продался количеством более двух миллионов копий в США и был сертифицирован как дважды платиновый Американской ассоциацией звукозаписывающих компаний (RIAA).
Второй студийный альбом Брауна, Exclusive, был выпущен по всему миру в ноябре 2007 года. В него были включены два успешных сингла: второй хит номер один в США, «Kiss Kiss» при участии T-Pain и «With You», ставший номером два в Billboard Hot 100. Браун выпустил делюкс версию альбома, названную The Forever Edition. Первый сингл с него, «Forever», был выпущен в мае 2008 года и достиг номера два в Billboard Hot 100. Exclusive был сертифицирован RIAA платиновым.
В добавление к своим сольным коммерческим успехам, Браун принимал участие в создании некоторых хитов, таких как «No Air», дуэт с певицей Джордин Спаркс, «Shortie like Mine» с рэпером Bow Wow и «Shawty Get Loose» вместе с Lil Mama и T-Pain. Песни достигли третьей, девятой и десятой строчек в Billboard Hot 100 соответственно. Благодаря танцевальному таланту, Брауна сравнивали с известными R’n’B-артистами как Ашер и Майкл Джексон, которые, как говорит сам Браун, сильно повлияли на его творчество.

## Юность
Кристофер Морис Браун родился 5 мая 1989 года в маленьком городке Таппаханнок, штат Вирджиния, в семье Джойс Хокинс, бывшего директора детского сада, и Клинтона Брауна, сотрудника исправительной колонии в местной тюрьме. У него есть старшая сестра, Лайтрелл Банди, которая работает в банке. Музыка всегда присутствовала в жизни Брауна, начиная с самого детства. Он слушал соул, а затем начал проявлять интерес к хип-хопу.
Браун научился петь и танцевать в юном возрасте и часто называет Майкла Джексона своим вдохновителем. Он начал выступать в церковном хоре и в нескольких местных шоу талантов. Когда он перепел песню Ашера «My Way», его мать оценила вокальный талант сына, и вместе они начали искать возможность заключить контракт с каким-либо лейблом. В то же время Браун переживал личные проблемы. Его родители развелись, а новый бойфренд матери поднимал на неё руку.

## Музыкальная карьера

### «Chris Brown album» (2005—2006)
Крис Браун покинул школу в конце 2004 года, чтобы начать работу над своим дебютным альбомом Chris Brown, релиз которого состоялся 29 ноября 2005 года. Альбом дебютировал на 2-м месте чарта Billboard 200 с продажами более 154 тысячи копий в первую неделю.
Через 5 недель альбом стал платиновым, а через год — дважды платиновым. Дебютный сингл «Run It!» стал хитом № 1 в США, Новой Зеландии и Австралии. Следом за «Run It!» второй сингл Брауна «Yo (Excuse Me Miss)» возглавил десятку хитов США.
Третий сингл «Gimme That» вышел в марте 2006 года, также представив Lil' Wayne, который изначально не участвовал в записи трека, вошедшего в альбом. Этот сингл появился в американском Billboard 100 на 80-м месте и очень быстро добрался до 15-го. Четвёртым синглом стала баллада «Say Goodbye», ставшая саундтреком к фильму «Шаг вперед». 13 июня 2006 года Браун выпустил DVD «Chris Brown Journey», рассказывающий о его путешествии в Англию и Японию, подготовке к премии Грэмми, включая сцены из его музыкальных видео.
17 августа 2006 года, чтобы продолжить раскрутку альбома, Крис начал свой тур «The Up Close and Personal Tour».

### «Exclusive» (2007—2008)
Вскоре после завершения летнего тура с Ne-Yo, Браун быстро начал работу второго студийного альбома Exclusive который был выпущен в ноябре 2007. Альбом дебютировал номером четыре в Billboard 200, продавшись количеством 294,000 копий на первой неделе. Было продано 1.9 миллионов копий в Соединённых Штатах.
Как сообщают MTV News, Браун заявил: «Я все ещё хочу, чтобы мои молодые фанаты продолжали слушать мою музыку, но есть пара записей, которые предназначены для людей постарше.» Первый сингл с альбома, «Wall to Wall», дебютировал в Billboard Hot 100 под номером 96 и дошёл до номера 79 и номера 22 в чарте Billboard R&B and Hip-Hop, став его самой провальной песней. Песня «Kiss Kiss», исполненная совместно с T-Pain, была выпущена вторым синглом. «Kiss Kiss» стал более успешным, сравнивая с успехом «Wall To Wall», достигнув номера один в американском Billboard Hot 100 и став вторым синглом Криса номер 1 в чарте со времен «Run It!» 2005 года.
4 декабря 2007 Браун выпустил третий сингл с «Exclusive», под названием «With You». Он занял 2-е место в Billboard Hot 100 и вошёл в чарты в разных странах по всему миру, став одним из самых успешных релизов Брауна, вошедшим в десятку лучших в Новой Зеландии, Сингапуре, Канаде, Соединённых Штатах, Кипре, Ирландии, Франции, Британии, Малайзии и Австралии.
Браун переиздал Exclusive 3 июня 2008 в качестве делюкс издания, Exclusive: The Forever Edition, через семь месяцев после выхода оригинальной версии. Переизданная версия включает в себя четыре новых трека, включая сингл «Forever», ставший номером два в Billboard Hot 100.
В поддержку альбома Браун объявил концертный тур The Exclusive Holiday, посетив более тридцати концертных площадок в Соединённых Штатах. Он начал тур в Цинциннати, Огайо, 6 декабря 2007 и завершил 9 февраля 2008 в Гонолулу, Гавайи. Документальный репортаж был выпущен 3 июня 2008 в двойном диске Exclusive: The Forever Edition. Он исполнял «With You» на BET Awards в июне 2008. К нему присоединилась Сиара под музыку из песни «Take You Down».
Браун вместе с The Game попал на альбом Nas’a в песне «Make the World Go Round», спродюсированной The Game и Cool & Dre. Он также поучаствовал в записи сингла Лудакриса «What Them Girls Like» вместе с Шоном Гарретом альбома Лудакриса Theater of the Mind. Также он включён в третий сингл T-Pain, «Freeze», с нового альбома T-Pain’а, Thr33 Ringz. Браун был назван лучшим артистом 2008 года журналом Billboard. Он выпустил сингл «Take You Down» в январе 2009 в Британии и Ирландии.

### Graffiti album (2009)
С 2008 Браун начал работать над новым студийным альбомом. Как он сам говорил, он будет экспериментировать над различными музыкальными направлениями на новом альбоме — на данный момент названном Graffiti — надеясь посоперничать с американскими певцами уровня Принца и Майкла Джексона. Он сказал: «Я хотел все поменять и быть другим. Насчет моего стиля на данный момент, я не пытаюсь быть типично urban. Я хочу быть как Принц, и Майкл [Джексон], и Стиви Уандер. Они могли покорить любой музыкальный жанр.» Браун выпустил главный сингл с Graffiti «I Can Transform Ya» 29 сентября, а клип вышел на MTV 27 октября 2009. Браун также подтвердил, что его следующим синглом будет «Crawl». Браун выпустил клип на Crawl 13 ноября 2009. Graffiti вышел 15 декабря 2009. Он дебютировал, ко всеобщему разочарованию, на #55, и был оценён 1 звездой из 4. Браун подтвердил в интервью с Sway с MTV, что его следующим синглом будет Pass Out с нидерландской электропоп-певицей Евой Саймонс.
Браун сдался Лос-Анджелесскому департаменту полиции 8 февраля 2009 и был арестован по подозрению в криминальной угрозе при расследовании обвинений в домашнем насилии, истёкшем из ссоры с неопознанной женщиной. Полицейский рапорт не называл женщину в инциденте, но сообщалось, что она «пострадала от видных повреждений». Тем не менее различные новостные СМИ, такие как Los Angeles Times, CNN и MSNBC сказали, что источники опознали предполагаемую жертву — это была его девушка и известная R&B певица Рианна. После его ареста многие из рекламных кампаний были отменены, его музыка под запретом на многих радио станциях и он отменил многие публичные выступления, в том числе 2009 Церемонию Грэмми, будучи заменённым Джастином Тимберлейком и Элом Грином. Браун позднее выпустил заявление, сказав: «Словами нельзя выразить, как я огорчён и опечален тем, что случилось.»
5 марта 2009 Брауна обвинили в нападении и создании криминальной угрозы. Он прибыл в суд 6 апреля и признал себя невиновным по обвинению в нападении и по обвинению в создании криминальной угрозы. 22 июня 2009 Браун признал себя виновным в нападении и согласился на общественные работы и пять лет условного срока. Посещение курсов для людей, имевших дело с домашним насилием, — также часть договорённости с судьёй Патрисией Шнегг в суде. 20 июля 2009 Браун выпустил двух-минутное видео на своей официальной странице YouTube с извинением перед своими фанатами и Рианной за произошедшее, выражаясь об инциденте как о своей «наибольшей ошибке» и сказав, что он множество раз извинялся перед Рианной и «принимает всю ответственность на себя». Браун сказал, что хотел публично выразиться о деле ранее, но его адвокат ему советовал этого не делать до тех пор, пока не кончатся юридические неурядицы. 25 августа Браун был приговорён к пяти годам условного срока, одному году посещений занятий против домашнего насилия, и шести месяцам общественных работ; судья также подписала ордер на пять лет, запрещающий Брауну приближаться к Рианне на расстояние ближе 50 ярдов, 10 ярдов на публичных мероприятиях.
2 сентября 2009 Браун рассказал о деле с домашним насилием на предварительно записанном интервью Larry King Live, его первом публичном интервью после инцидента. На интервью с ним были его мать и адвокат Марк Герагос, пока он обсуждал взросление в доме, где присутствовало домашнее насилие; его мать много раз была избита его отчимом. Браун рассказал о том, как услышал детали, вышедшие в ночь его же нападения, его физической ссоре с Рианной: «Я в шоке, потому что, во-первых, я не такой, как человек, и я обещаю, что не хочу таким быть». Мать Брауна, Джойс Хоукинс, сказала, что Браун «никогда, никогда не был жестоким человеком, никогда» и что она не верит в круг насилия. Браун описал свои отношения с Рианной как Ромео и Джульетты, учитывая постоянные сообщения СМИ о деле о домашнем насилии, и что СМИ разлучили их своими новостями о ссоре. Он сказал, что не помнит о нападении на Рианну, но понимал, что оно произошло, и что он сожалеет о событиях той ночи. Из-за критики того, что он сказал, что не помнит, Браун затем выпустил сообщение: «Конечно я помню, что произошло. Несколько раз во время интервью моя мать сказала, что я пришёл к ней сразу и все ей рассказал». Браун сказал затем, что «эта ночь была и будет в тумане». Ранее на интервью Ларри Кинг Лайв он сказал, что ему было «сложно» смотреть на знаменитую выпущенную фотографию избитого лица Рианны, которое могло быть одним изображением, преследовавшим и определяющим его навсегда, и что он все ещё её любит. «Я уверен, мы можем быть друзьями», —Сказал Браун , — «и я не знаю о наших отношениях, но я точно знаю, что мы разошлись как друзья». Также он заявил, что не думает, что его карьера окончена.
Браун появился на 20/20 и дал интервью, вышедшее 4 декабря 2009. В интервью, ведущим которого была Робин Робертс из Good Morning America, Браун обсудил своё нападение на Рианну.

### F.A.M.E(2011)
В мае 2010 года Крис Браун вместе со своим другом Tyga записывают совместный микстейп под названием Fan of a Fan. Песня Dueces совместно с Tyga и Kevin McCall была реализована 29 июня 2010. Песня была поставлена на номер 1 в U.S. R&B/Hip-Hop Songs chart, что дало Крису шанс вновь подняться на вершину всех рейтингов и добралась до 14-го места в Billboard Hot 100.
В августе 2010 года Крис Браун начинает сниматься в фильме «Мальчики-налётчики» с такими героями, как Мэтт Диллон, Пол Уокер, Хейден Кристенсен и T.I. Он был также продюсером фильма. В сентябре 2010 года на одной из станций Америки Крис Браун анонсировал что его новый альбом под названием F.A.M.E (Fans Are My Everything) выйдет 22 марта 2011 года. Drake, Justin Bieber, Бруно Марс, Pitbull и Asher Roth будут брать участие в альбоме. Также Крис Браун на своём твиттере написал, что альбом, возможно, выйдет на двух дисках. Также недавно Крис объявил, что это первая часть F.A.M.E, вторая часть выйдет через 6 месяцев.

### Fortune(2012)
Недавно Крис Браун объявил что начал запись своего пятого сольного альбома под названием Fortune.
Дата выхода намечена на 3 июля 2012 года. Первым синглом с альбома будет песня Turn Up the Music которая вышла 14 февраля 2012 года в США. А 7 апреля 2012 года сингл дебютировал на первом месте Official UK Singles, став первым синглом в карьере певца возглавившим английский чарт синглов. 17 апреля вышли два новых сингла: «Till I Die» и «Sweet Love».
20 мая 2012 года Крис получил премию Billboard Music Awards 2012 в категории «Лучший R&B-исполнитель».

### 2013—2014
6 альбом Криса Брауна под названием «X» вышел в сентябре 2014 года. Первым синглом с альбома стала песня «Fine China» которая вышла в мир 9 апреля 2013. Альбом расположился на 2 месте Billboard 200, уступив 1 место альбому от Benny Benassi.
Позже Крис выпустил ещё несколько синглов: «Don’t Think They Know ft. Aaliyah», «Love More ft. Nicki Minaj», «Loyal ft. Lil Wayne & Tyga» и «New Flame ft. Usher & Rick Ross».

### Fan Of A Fan: The Album & Royalty (2015)
В начале года Крис и Tyga анонсировали свой совместный альбом под названием Fan Of A Fan: The Album, который появился на прилавках магазинов 20 февраля. В поддержку альбома было выпущено два сингла: «AYO» и «Bitches N Marijuana» совместный с Schoolboy Q.
Летом Крис выпустил два сингла: «Liquor» и «Zero» сообщив, что новый альбом выйдет в конце года и будет назван в честь его дочери Royalty. Осенью Крис выпускает третий сингл «Back To Sleep» и сообщает дату альбома: 18 декабря.

### 2016–2017:Heartbreak on a Full Moon
Браун начал работать и записывать треки для своего следующего альбома за несколько недель до выхода Royalty в конце 2015 года. 10 января 2016 года Браун анонсировал 11 неизданных песен в своих профилях в Periscope и Instagram, показывая, как он танцует и поет эти песни под фонограмму.

## Личная жизнь
Крис Браун известен своим романом с певицей Рианной. В 2009 году Браун напал на 21-летнюю Рианну, избив её в автомобиле. Крис нанес девушке телесные повреждения и даже пытался задушить Рианну, а после сбежал с места преступления, скрывшись от полиции. Позднее Браун добровольно явился в участок, где и был арестован.
Суд приговорил Криса Брауна к пяти годам заключения условно, а также 180 дням общественно-полезных работ. Кроме того, Брауну был наложен запрет на приближение к бывшей подруге ближе чем на 50 метров.
В декабре 2010 года Крис Браун успешно прошёл курс реабилитации для склонных к домашнему насилию мужчин. Позже Крис Браун не раз открыто заявлял о раскаянии и желании вновь наладить отношения с Рианной. Весной 2012 года пара записала дуэт — песню Birthday Cake, а в сентябре этого же года Браун сделал на шее татуировку в виде портрета избитой женщины, чтобы ещё раз напомнить себе о своей ошибке.
В 2012 году Крис Браун встречался с вьетнамской моделью Карруче Тран, но в сентябре и октябре папарацци все чаще замечали Криса Брауна в компании Рианны. Но слухи об отношениях с ней сразу были опровергнуты.
В июне 2014 года Крис Браун условно-досрочно вышел из тюрьмы в Лос-Анджелесе после нескольких недель заключения. Браун попал за решётку в середине марта после того, как его выгнали из реабилитационной клиники за нарушение порядка. Суд назначил музыканту обязательное посещение реабилитационного центра после скандала с избиением его девушки — поп-исполнительницы Рианны. Тогда рэперу удалось избежать уголовного преследования, поскольку Браун был сравнительно молод, а также болен психическим заболеванием, которое не было своевременно диагностировано врачами.
23 августа 2014 года, в ночном клубе Лос-Анджелеса, на рэпера было совершено нападение. Сам певец не пострадал, но два выстрела попали в музыкального продюсера Шуга Найта. Также пострадали ещё два человека, их личности не уточняются.
У Брауна трое детей: дочь Ройалти Браун (род. 27 мая 2014) от модели Нии Гузман; сын Эко Катори Браун (род. 20 ноября 2019) от модели Аммики Харрис; дочь Лавли Симфани Браун (род. 7 января 2022) от модели Даймонд Браун.

## Дискография

### Студийные альбомы
- 2005 — Chris Brown
- 2007 — Exclusive
- 2009 — Graffiti
- 2011 — F.A.M.E
- 2012 — Fortune
- 2014 — X
- 2015 — Fan of a Fan: The Album
- 2015 — Royalty
- 2017 — Heartbreak on a Full Moon
- 2019 — Indigo
- 2022 —  Breezy
- 2023 — 11-11

## Фильмография
- 2006 — the O.C. (сериал) 4 сезон 9, 10 и 11 серии
- 2007 — Рождество
- 2007 — «Братство танца»
- 2010 — «Мальчики-налётчики»
- 2012 — «Думай, как мужчина»
- 2013 — Короли танцпола «Battle of the year»
- 2017 — «Крис Браун: Добро пожаловать в мою жизнь»